# Delegació de competències
La delegació de competències és un mecanisme previst en l'article 13 de la Llei 30/1992 de 26 de novembre de règim jurídic de les administracions públiques i del procediment administratiu comú pel qual les diferents administracions públiques poden delegar l'exercici de les seves competències.
La Llei 30/1992 de 26 de novembre de règim jurídic de les administracions públiques i del procediment administratiu comú ha estat derogada per la Llei 39/2015, d'1 d'octubre, del Procediment Administratiu Comú de les Administracions Públiques, en la seva Disposició derogatoria única de Derogació normativa:
"Disposición derogatoria única Derogación normativa
1. Quedan derogadas todas las normas de igual o inferior rango en lo que contradigan o se opongan a lo dispuesto en la presente Ley.2. Quedan derogadas expresamente las siguientes disposiciones:
- a) Ley 30/1992, de 26 de noviembre, de Régimen Jurídico de las Administraciones Públicas y del Procedimiento Administrativo Común."

## Funcionament
Les diferents administracions públiques poden delegar les seves competències en altres òrgans de la mateixa Administració, encara que no siguin jeràrquicament dependents, o de les entitats de dret públic vinculades o que en depenguin. De totes maneres, la llei 30/1992 especifica clarament que no es poden delegar les competències relatives a:
- Relacions amb el Cap de l'Estat, President del govern espanyol, Corts Generals, Presidents Autonòmics i les assemblees legislatives de les comunitats autònomes
- L'adopció de disposicions de caràcter general
- La resolució de recursos als òrgans administratius que hagin dictat els actes objecte de recurs.
- Les matèries en què es determini per una norma amb rang de llei

Les delegacions de competències i la revocació s'han de publicar en el Butlletí Oficial de l'Estat, en el de la comunitat autònoma o en el de la província, segons l'Administració a què pertanyi l'òrgan delegant i l'àmbit territorial de competència d'aquest. Les resolucions administratives que s'adoptin per delegació han d'indicar expressament aquesta circumstància i s'han de considerar dictades per l'òrgan delegant. La llei 30/1992 de 26 de novembre, també preveu que, llevat d'autorització expressa d'una llei, no es poden delegar les competències que s'exerceixin per delegació. De la mateixa manera, la delegació és revocable en qualsevol moment per l'òrgan que l'ha conferida i la delegació de competències atribuïdes a òrgans col·legiats, per a l'exercici ordinari dels quals calgui un quòrum especial, s'ha d'adoptar observant, en tot cas, el quòrum esmentat.
De totes maneres, és important remarcar que no constitueix impediment perquè es pugui delegar la competència per resoldre un procediment la circumstància que la seva norma reguladora prevegi, com a tràmit preceptiu, l'emissió d'un dictamen o un informe; no obstant això, no es pot delegar la competència per resoldre un assumpte concret una vegada que en el procediment corresponent s'hagi emès un dictamen o un informe preceptiu sobre l'assumpte.
Aquest article fou modificat d'acord amb la Llei 4/1999, de 13 de gener de 1999, de modificació de la Llei 30/1992.
A nivell de la Generalitat de Catalunya, cal especificar que la delegació de competències la regula la llei 26/2010 de 3 d'agost i que especifica entre altres coses que els actes administratius que s'adopten per delegació es consideren dictats per l'òrgan delegant, i han d'incloure abans de la signatura les paraules "per delegació"
i indicar la data de la resolució o acord de delegació i la de la publicació en el diari o butlletí oficial.